# Уэйвелл, Арчибалд
А́рчибалд Пе́рсивал Уэ́йвелл (англ. Archibald Wavell, 1st Earl Wavell; 5 мая 1883 — 24 мая 1950) — британский фельдмаршал, верховный главнокомандующий ABDA, главнокомандующий британскими силами в Индии и Бирме в ходе Второй мировой войны.

## Биография
Окончил Винчестерский колледж, военное училище в Сандхерсте (1901) и Штабной колледж (1910).
Участник Второй англо-бурской войны (службу проходил в полку Чёрной стражи) и Первой мировой войны.
В 1916—1917 годах был британским военным атташе при штабе русской Кавказской армии.
В июле 1939 года назначен главнокомандующим британскими войсками на Среднем Востоке (оперативный район охватывал территорию от Северной Африки до Ирака). С распространением Второй мировой войны на этот театр (в июне 1940 г.), Уэйвелл руководил боевыми действиями в Северной Африке. В декабре 1940 года британские войска под его руководством разгромили втрое сильнейшие итальянские войска у Сиди-Баррани на западе Египта, а к февралю 1941 года они заняли фактически всю Восточную Африку Итальянской империи. Однако вскоре часть его сил была отвлечена на неудачную операцию в Греции, а после высадки в феврале 1941 года в Африке германского экспедиционного корпуса под командованием Роммеля, события приняли совсем неблагоприятный для британцев оборот.
В июне 1941 года после неудачи британского контрнаступления в Ливийской пустыне (Операция «Бэттлэкс») Уэйвелл был смещён со своего поста и назначен главнокомандующим в Ираке и Иране. В январе 1942 года он был назначен Верховным Союзным командующим в Юго-Восточной Азии в войне против Японии. Но вскоре из-за активной агрессии японцев в этом районе командные структуры были расформированы. В марте 1942 года Уэйвелл получил назначение главнокомандующим союзными силами в Индии и Бирме.
В 1943 году произведён в фельдмаршалы.
С июня 1943 года по февраль 1947 года вице-король Индии. 
В сентябре 1943 года установил дипломатические отношения с правительством Чан Кайши в Чунцине, направив в этот город генерального агента Индии Ш. Менона.
24 мая 1950 Уэйвелл скончался в возрасте 67 лет из-за рецидива после операции на брюшной полости.